# ЕР24
ЕР24 — Електропоїзд Ризький, 24-й тип.
Під час експлуатації електропоїздів ЕР2Р і ЕР2Т було встановлено, що дані типи електропоїздів витрачають на 20...30% електроенергії більше, ніж ЕР2. Для вирішення проблеми енергоспоживання та енергоефективності електропоїздів було запропоновано використання схем електрообладнання з перемиканням групувань тягових двигунів, це дозволяло знизити втрати електроенергії при розгоні і збільшити кількість рекупераційної енергії при гальмуванні.
Тяговий двигун електропоїзда ЕР2 УРТ-110 з номінальною напругою 1500 В не був призначений для електричного гальмування, тому фахівці РЕЗ тривалий час працювали над створенням тягового двигуна з номінальною напругою 1500 В, в якому передбачалося усунути недоліки ТЕД типу УРТ-110 і забезпечити можливість рекуперації. Однак створити такий двигун вдалося тільки в 1999 році.
Паралельно з цим в 1980-х роках розроблявся електропоїзд з умовним позначенням ЕР24, в якому реалізовувалася та ж ідея, але на серійних двигунах 1ДТ.006 з номінальною напругою 750 В. Перегрупування двигунів повинні були здійснюватися шляхом об'єднання в одну силову схему двох моторних вагонів: на послідовному з'єднанні 8 двигунів, а на послідовно-паралельному - 2х4 двигуна. Таким чином, в електропоїзді передбачалося 8 або 12 вагонів, відповідно з двох або трьох 4-вагонних секцій. Кожна секція складалася б з двох причіпних і двох моторних вагонів (П+М+М+П или Г+М+М+П).
Роботи по проєкту ЕР24 були припинені в 1991 році, коли вагони електропоїзда вже віддали у виробництво, проте політична ситуація яка склалася в СРСР не дозволила завершити проєкт. Пізніше виробництво електропоїздів цього типу було освоєно на Деміховському машинобудівному заводі, де вони отримали позначення серії ЕД2Т.
Ідея перегрупування ТЕД була реалізована на електропоїзді ЕР2Р-7066 при проведенні капітального ремонту в 1995 році за участю фахівців Московського енергетичного інституту. Електропоїзд отримав умовне позначення ЕР2С. В експлуатації електропоїзд підтвердив можливість економії електроенергії на 15...20%, одночасно з цим показавши недостатню надійність і істотне погіршення характеристик розгону і гальмування.